# Tyrant (Thou)
Tyrant è il primo album in studio del gruppo musicale sludge metal Thou, pubblicato il settembre 2007.

## Tracce
1. Tyrant – 8:29
2. With a Cold, Life Extinguishing Elegance – 6:31
3. Fucking Chained to the Bottom of the Ocean – 7:21
4. I Was Ignored. And Judged. And Cast Down. – 6:32
5. Monstrance – 6:29

## Formazione
- Bryan Funck – voce
- Andy Gibbs – chitarra
- Matthew Thudium – chitarra
- Mitch Wells –  basso
- Terry Gulino – batteria